# Carmânia (província do Império Sassânida)

Carmânia e regiões circundantes

Carmânia (em persa médio: Kirman) foi uma província do Império Sassânida da Antiguidade Tardia, que quase corresponde a atual província da Carmânia. A província fazia divisa com Pérsis, Abarxar e Sacastão no nordeste, Paradena no leste, Ispaã no norte, e Maca no sul. A capital era Xiragã. A província alegadamente funcionou do mesmo modo que um reino vassalo, sendo sobretudo governado por príncipes da família real, que portava o título de xá da Carmânia (Kirmanshah). Os governadores não-reais da província tinha o título de marzobã ("marquês")

## História

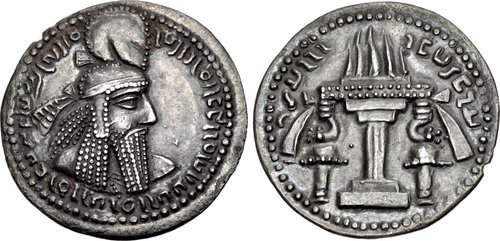
Dracma de

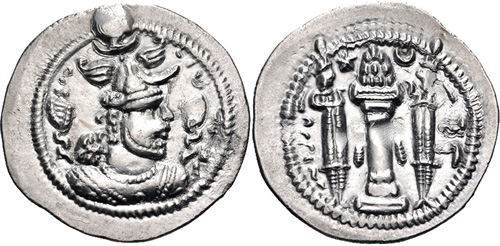
Dracma de da Carmânia

Ela foi de início parte do Império Arsácida, mas no começo do século III foi conquistada pelo xá Artaxer I (r. 224–242). Segundo o historiador medievalista Tabari, Artaxer derrubou o rei local da Carmânia chamado Balas, que era da família real arsácida ou um dos sete clãs partas. Logo após ser conquistada, fundou a cidade de Gueartaxaro próximo do deserto de Lute. A cidade era pequena, mas pesadamente protegida e cercada por jardins aguados por muitos canates, fossos e cisternas. Artaxer também fundou Narmaxir, uma cidade caravaneira que foi construída próximo do pequeno rio perto da antiga cidade de Bam. A capital da província à época é incerta — o grego Ptolomeu, que viveu durante o período parta tardio, cita uma Alexandria e uma "Metrópole de Carmana" como cidades da província, enquanto Amiano Marcelino menciona uma "Carmana mãe de todas [as cidades da província]", mas ambos não dão informação adicional.
Um filho de Artaxer, também chamado Artaxer, foi nomeado como governador da Carmânia e deu-lhe o título de "xá da Carmânia" (Kirmanshah), que continuaria a governar durante o reinado do sucessor de Artaxer, Sapor I (r. 240–270). Segundo uma lenda, a cidade de Maane foi também de fundação sassânida, sendo fundada por outro governador sassânida da Carmânia, Adar Maane. Sapor II (r. 309–379), após uma campanha bem sucedida contra várias tribos árabes na Arábia, reassentando algumas delas em diferentes partes de seu império, tais como Carmânia, onde assentou alguns árabes em Abam. Durante o reinado de Sapor III (r. 383–388), seu filho Vararanes IV governou a Carmânia, onde construiu a cidade de Xiragam, que serviria como capital pelo resto do período sassânida. A cidade desempenhou um importante papel econômico, pois servia como casa da moeda e tinha grande relevância agriculturável à província.
Cosroes I (r. 531–579) teve grande parte da turbulenta tribo pariz da província massacrada e deportada. Além disso, em seu reinado a Carmânia foi amplamente utilizada à agricultura, com muitos canates sendo construídos. Segundo uma lenda, plantação extensiva de árvores foi feita. Ele também dividiu seu império em quatro distritos militares, conhecidos como distritos fronteiriços (kusts) — Carmânia tornou-se parte de Nimroz (sul).

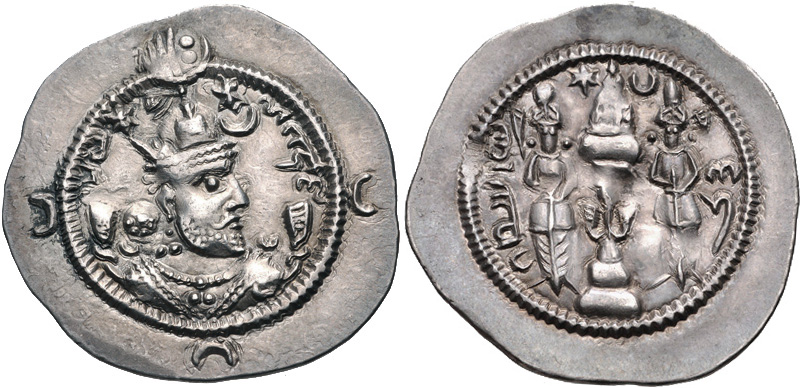
Dracma de da Carmânia

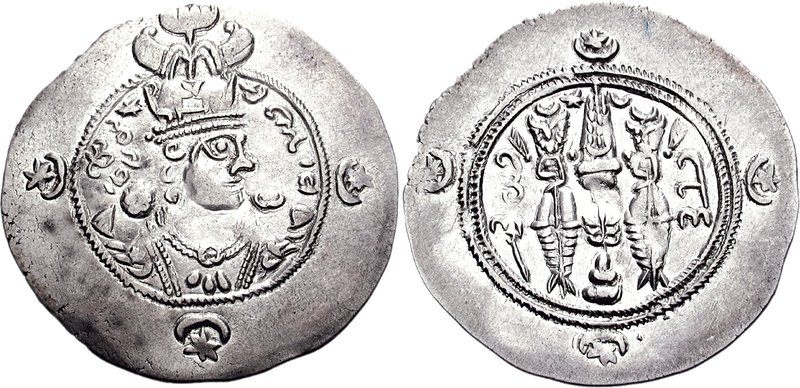
Dracma de r.

Na conquista muçulmana da Pérsia, o último xá Isdigerdes III (r. 632–651) fugiu à Carmânia em 649/650, mas pouco depois deixou a província após alienar o marzobã local. Os árabes logo chegam na região, onde derrotaram e mataram o marzobã e conquistaram toda a Carmânia. Foi o líder militar Mujaxi ibne Maçude Alçulami que liderou a conquista da Carmânia, capturando algumas cidades pela força enquanto outras se renderam sem qualquer grande resistência. Muitos residentes da província fogem às províncias adjacentes do Sacastão e Macrão.

## Geografia, comércio e administração
Um único amargar (oficial fiscal chefe) foi designado à Carmânia inteira, o que significa que a pessoa que servia nessa função era de alta importância. Em termos de comércio, Carmânia foi orientada em direção a Pérsis e Média, através do golfo Pérsico ou ou suas estradas para as principais cidades de Estacar e Hamadã. O porto de Ormuz foi capaz de enviar importações via Valasgirde para Jiroft e a rota sul da província. Jiroft foi capaz de conectar-se com a rota centra da Carmânia através das montanhas de Baramabade (Bahramabad), então através da rota sudeste de Quermanxá e Iázide à bem fortificada Gueartaxaro, que pode ter servido como casa da moeda.

## População
Ela foi habitada sobretudo por iranianos e constantemente recebeu imigrantes iranianos do ocidente, enquanto as províncias do extremo oriente estavam lentamente se tornando indianas em língua e cultura. A língua e costumes da população iraniana da Carmânia eram muito próximos dos persas e medos. Uma parte da população iraniana da Carmânia era nômade, tal como os balúchis que viviam nas montanhas ocidentais. Havia também autóctones, nômades não-iranianos na província, como os jutes, que descendiam dos útios (iutias; yutiya), que viveram sob o Império Aquemênida. A tribo pariz vivia nas montanhas ao norte de Rudbar, enquanto os árabes viviam em algumas partes da costa da Carmânia. Os cofchis, povo nômade de origens obscuras que falava uma língua iraniana, habitavam a cordilheira de Baxagirde e seus arredores ocidentais.